# ليوبوف أورلوفا (سفينة)
ليوبوف أورلوفا هي كاسحة جَليد يوغوسلافية بُنيت عام 1976، وكانت تستخدم بشكل أساسي في الرحلات البَحرية إلى المنطقة القطبية الجنوبية. خَرجت عن العَمل في عام 2010، وبقيت في سانت جونز في نيوفاوندلاند لمدة عامين، وقد صاحب إخراجها من الخدمة عدد من المَشاكل والصعوبات، حيثُ أصبحت في عام 2013 عبارة عن سفينة مهجورة عائِمة في شمال المحيط الأطلسي، ويعتقد الآن أنها قد غَرِقت.